# Tom Pettersson
Tom Pettersson (sinh ngày 25 tháng 3 năm 1990) là một cầu thủ bóng đá người Thụy Điển thi đấu cho Östersunds FK ở vị trí tiền vệ.

## Thống kê sự nghiệp
Tính đến 12 tháng 2 năm 2018
| Câu lạc bộ          | Mùa giải            | Giải vô địch | Giải vô địch | Cúp     | Cúp       | Châu lục | Châu lục  | Tổng cộng | Tổng cộng |
| Câu lạc bộ          | Mùa giải            | Số trận      | Bàn thắng    | Số trận | Bàn thắng | Số trận  | Bàn thắng | Số trận   | Bàn thắng |
| ------------------- | ------------------- | ------------ | ------------ | ------- | --------- | -------- | --------- | --------- | --------- |
| FC Trollhättan      | 2007                | 8            | 0            | 0       | 0         | —        | —         | 8         | 0         |
| FC Trollhättan      | 2008                | 16           | 0            | 0       | 0         | —        | —         | 16        | 0         |
| FC Trollhättan      | 2009                | 27           | 0            | 1       | 0         | —        | —         | 28        | 0         |
| FC Trollhättan      | 2010                | 27           | 2            | 3       | 1         | —        | —         | 30        | 3         |
| FC Trollhättan      | 2011                | 23           | 4            | 2       | 0         | —        | —         | 25        | 4         |
| FC Trollhättan      | Tổng cộng           | 101          | 6            | 6       | 1         | 0        | 0         | 107       | 7         |
| Åtvidabergs FF      | 2012                | 22           | 3            | 1       | 0         | —        | —         | 23        | 3         |
| Åtvidabergs FF      | 2013                | 13           | 1            | 2       | 1         | —        | —         | 15        | 2         |
| OH Leuven           | 2013–14             | 17           | 1            | 1       | 0         | —        | —         | 18        | 1         |
| OH Leuven           | Tổng cộng           | 17           | 1            | 1       | 0         | 0        | 0         | 18        | 1         |
| Åtvidabergs FF      | 2014                | 16           | 1            | 1       | 0         | —        | —         | 17        | 1         |
| Åtvidabergs FF      | Tổng cộng           | 51           | 5            | 4       | 1         | 0        | 0         | 55        | 6         |
| IFK Göteborg        | 2015                | 25           | 1            | 7       | 2         | 3        | 0         | 35        | 3         |
| IFK Göteborg        | 2016                | 19           | 2            | 1       | 1         | 7        | 0         | 27        | 3         |
| IFK Göteborg        | Tổng cộng           | 44           | 3            | 8       | 3         | 10       | 0         | 62        | 6         |
| Östersunds FK       | 2017                | 25           | 0            | 0       | 0         | 6        | 1         | 24        | 1         |
| Östersunds FK       | Tổng cộng           | 25           | 0            | 0       | 0         | 6        | 1         | 31        | 1         |
| Tổng cộng sự nghiệp | Tổng cộng sự nghiệp | 238          | 15           | 19      | 5         | 16       | 1         | 273       | 21        |

## Danh hiệu

### Câu lạc bộ
FC Trollhättan
- Hạng đấu 1 Södra: 2008

IFK Göteborg
- Cúp bóng đá Thụy Điển: 2014–15